# Rondoy
Rondoy (possiblement del quítxua runtuy: "pedregar" o "pondre un ou") és una muntanya que s'eleva fins als 5.870 msnm. Es troba al nord de la Serralada Huayhuash, una secció de la gran serrlada dels Andes al Perú. Es troba a la regió d'Ancash. El Rondoy es troba al nord del Yerupajá i el Jirishanca, i al sud-oest del llac Mitococha.